# Der gute Mond
Der gute Mond is een verhaal van Marie von Ebner-Eschenbach, dat voor het eerst in haar cyclus Neue Dorf- und Schlossgeschichten (1886) werd gepubliceerd.

## Inhoud
Drie vrienden herinneren zich hun gestorven kaartvriend, die door hen 'gute Mond' (letterlijk 'goede maan') genoemd werd, naar de tarotkaart Mond die hij vaak trok.
De echte naam van de 'gute Mond' luidde Franz Edler von Bauer en hij had een gelijknamige neef. Terwijl die vanaf zijn geboorte al verwend en bedorven werd, verloor de 'gute Mond' zijn ouders en hij moest dus leren op eigen benen te staan. Hij had daardoor een nuchtere, op het praktische gerichte aard, terwijl zijn neef verzen schreef en onpraktisch, grillig en wispelturig was. Sinds de neef op 25-jarige leeftijd eveneens zijn ouders verloor, zorgde de 'gute Mond' voor het huishouden van zijn neef en ook voor hemzelf. Beiden bezaten landerijen in Transsylvanië.
Op een dag raakte de neef in de ban van de kokette Aglaja. Toen hij echter in een kuuroord verbleef, werd hij verliefd op een onschuldig, aantrekkelijk meisje. Hij verraste met de mededeling dat de bruiloft met haar reeds was afgesproken. Aglaja mocht daarvan niets merken. De bruid was van goede familie, leefde bij een tante, maar had geen gunstige financiële vooruitzichten, omdat de tante haar vermogen aan de kerk had vermaakt. Toen de neef weer thuis kwam, taande zijn stemming merkbaar en hij overdacht zijn huwelijksbelofte opnieuw. Kort voor het afgesproken huwelijk vroeg hij de 'gute Mond' om aan de bruid mee te delen dat hij niet komen zou. De goedhartige neef, die zichzelf echter voor een ruw mens hield, vertrok zo snel mogelijk om de bruiloft nog op tijd af te kunnen zeggen en de bruid de schande van het vergeefs voor de kerk wachten te besparen.
Toen hij het dorp bereikte, was alles reeds voorbereid en een grote mensenmenigte stond op hem te wachten, omdat ze dachten dat hij de bruidegom was. Terwijl hij de tante het droevige bericht over wilde brengen dat zijn neef niet zou komen, kwam zij op het idee om hem te vragen zelf haar nicht te trouwen. De bruid, Alma, was nog zeer jong en Franz werd op het eerste gezicht verliefd op haar. Hij stemde in met de bruiloft om haar reputatie te beschermen. De bruid zelf stond volledig onder invloed van haar tante en deed wat haar tante zei. Zo trouwde het paar, maar het huwelijk werd niet geconsummeerd.
Na enige tijd verhuisden ze naar Franz' geboortestad, waar Alma haar vroegere bruidegom terugzag. Franz, die zijn vrouw zeer hoffelijk behandelde en hoopte eenmaal haar liefde te winnen, werd zichtbaar jaloerser, daar hij geloofde dat Alma zijn neef nog altijd liefhad, maar hij haar onverschillig liet. Zij was hem in alles gehoorzaam en toonde geen eigen wil, wat haar man steeds mismoediger maakte.
Op een dag ontstond een brand in een oude schuur. Franz en zijn neef haastten zich erheen met een brandspuit; Alma volgde hen. Vanuit een aangrenzende arbeiderswoning werden de bezittingen in veiligheid gebracht. De dweperige neef ging een aantal keer het huis binnen om spullen naar buiten te brengen. Terwijl hij binnen was, stortte een muur in en de 'gute Mond' haastte zich met de brandspuit naar de andere kant van het gebouw om daarvandaan te helpen. Achter zich hoorde hij een jammerlijke schreeuw van zijn vrouw: "Franz!" Een paard raakte haar hoofd en zij viel bewusteloos op de grond. Men bracht haar naar huis en er werd een arts gehaald. Franz geloofde dat zij hem uit zorg voor zijn neef achterna was gerend. Hij besloot aan haar bed dat, mocht zij weer gezond worden, hij afstand van haar zou doen en haar aan zijn neef overlaten, voor wie zij sterven wilde. Toen ze weer bijkwam, bleek echter dat Alma uit zorg en liefde voor hemzelf zo gehandeld had. Haar leven was echter niet meer te redden. Ze stierf in zijn armen, nu eindelijk de zijne en tegelijkertijd toch niet de zijne.